# Libertad de religión en Francia
La libertad de religión en Francia está garantizada por los derechos constitucionales establecidos en la Declaración de los Derechos del Hombre y del Ciudadano de 1789.
Desde 1905, Francia se convierte en un estado secular, el gobierno francés ha seguido el principio de laicidad, en el que el Estado no reconoce ninguna religión oficial (excepto los estatutos heredados como el de los capellanes militares y la ley local en Alsacia-Mosela). En cambio, simplemente reconoce ciertas organizaciones religiosas, de acuerdo con criterios legales formales que no abordan la doctrina religiosa. A cambio, las organizaciones religiosas deben abstenerse de participar en la formulación de políticas del Estado.[cita requerida]

### El gobierno y organizaciones religiosas
La relación entre el gobierno y las organizaciones religiosas en Francia está definida por la "Ley francesa de separación de la Iglesia y el Estado de 1905" ("Loi conciernant la séparation des Églises et de l'Etat"). Sin embargo, su primera oración es:

La República asegura la libertad de conciencia. Garantiza el libre ejercicio del culto religioso bajo las únicas restricciones de aquí en adelante en interés del orden público. La República no otorga reconocimiento ni paga ni subsidia a ninguna iglesia. (La République assure la liberté de conscience. Elle garantit le libre exercice des cultes sous les seules restrictions édictées ci-après dans l'intérêt de l'ordre public. La République ne reconnaît, ne salarie ni ne subventionne aucun culte.)

La Declaración de los Derechos del Hombre y del Ciudadano de 1789, que las autoridades legales consideran que tiene la misma posición legal que la Constitución de Francia, establece:

Nadie puede ser interrogado sobre sus opiniones, [y las] [mismas] [opiniones] religiosas, siempre que su manifestación no perturbe el orden público establecido por la ley.

y:

La ley tiene el derecho de proteger [es decir, prohibir] solo acciones [que son] perjudiciales para la sociedad. Cualquier cosa que no esté protegida [es decir, prohibida] por la ley no puede ser impedida, y nadie puede ser obligado a hacer lo que [es decir, la ley] no ordena.

Las personas que se organizan en grupos con el exclusivo propósito de adoración (associations cultuelles) pueden registrarse como tales y obtener importantes exenciones de impuestos establecidas por la ley. Los grupos religiosos con actividades de no culto (por ejemplo, humanitarias) son libres de organizarse como asociaciones con las exenciones de impuestos habituales otorgadas a las asociaciones seculares. Estas definiciones están cubiertas por un extenso cuerpo de jurisprudencia (más o menos, ciencia del derecho) que se centra en las actividades de los grupos desde un punto de vista financiero y, según la ley, no tiene en cuenta la doctrina religiosa.[cita requerida]
La población de Francia es aproximadamente 50% católica, 4–5% musulmana, alrededor del 3% protestante, 1% judía, 1% budista, 1% otras denominaciones y 40% no religiosa (con un 30% de ateos).

## Actitudes con respecto a las religiones y cultos minoritarios en Francia
Desde las décadas de 1970 y 1980, un número creciente de nuevos movimientos religiosos se han vuelto activos en Francia. Ciertos cuerpos de creencias como Cienciología, los Hijos de Dios, la Iglesia de la Unificación, el Movimiento raeliano o la Orden del Templo Solar fueron enumerados por informes parlamentarios como cultos peligrosos o criminales.
Los funcionarios y las asociaciones que luchan contra los excesos de dichos grupos justificaron estas medidas por la necesidad de contar con herramientas legales apropiadas y la necesidad de luchar contra las organizaciones criminales que se hacen pasar por grupos religiosos legítimos. Los críticos sostuvieron que esas acciones apuntaban injustamente a las religiones minoritarias, ponían en peligro la libertad de religión y estaban motivadas por prejuicios. Los asuntos se hicieron aún más complejos por el hecho de que algunos de los grupos involucrados tienen su sede en los Estados Unidos, donde presionaron activamente la intervención del gobierno de ese país.

### Dificultades
Francia, al igual que otros países, estaba al tanto de varias tragedias causadas por grupos etiquetados como "cultos destructivos" como el Templo del Pueblo, los Davidianos de la Rama y Aum Shinrikyo y los asesinatos suicidas de la Orden del Templo Solar que ocurrieron en Quebec, Suiza y Francia. Además, algunos grupos como la Iglesia de Scientology fueron acusados de defraudar a sus miembros.

### Quejas de grupos y religiones minoritarias
Algunos grupos se han quejado de que, a raíz de las publicaciones de informes y la promulgación de la ley About-Picard, han sufrido discriminación por parte de las autoridades públicas, corporaciones privadas y particulares.
El grupo Coordination des Associations et Particuliers pour la Liberté de Conscience, fundado en enero de 2002, solicitó:

La disolución de la MILS como su propio propósito, "luchar contra las sectas", es una afrenta a la Constitución francesa que garantiza la neutralidad religiosa del Estado y el principio de separación de la Iglesia y el Estado.
la derogación de cualquier ley discriminatoria que contenga la palabra "culto", "secta", "culto" o "sectario", ya que las leyes no deberían especificar grupos como "sectario" o "sectario" como, en una democracia, todos los individuos y grupos deberían ser tratado por igual y de la misma manera.
Sin embargo, este grupo ha sido calificado por un informe de la OSCE de 2005 como una organización partidista cuyas "acusaciones son esencialmente anónimas y, por lo tanto, de procedencia y fiabilidad inciertas".